# Ванильное ядро
Вани́льное ядро (англ. vanilla kernel, mainline kernel) — обозначение оригинальной версии ядра Linux, в которую не было внесено изменений по сравнению с версией, публикуемой на сайте kernel.org. В большинстве случаев прилагательное «ванильное» носит неформальный характер, однако в Gentoo соответствующий пакет portage официально называется vanilla-sources.
Многие дистрибутивы (в том числе RHEL, Debian) вносят изменения в ядро, накладывая исправления, добавляющие новые функциональные возможности, как правило — бэкпортируют их из новых версий ядра, иногда исправляющие уязвимости до устранения их в ванильном коде. При сборке ядра из исходных текстов обычно используется ванильный код, на который накладываются специфичные для дистрибутива исправления.